# Ortenburg (Baviera)

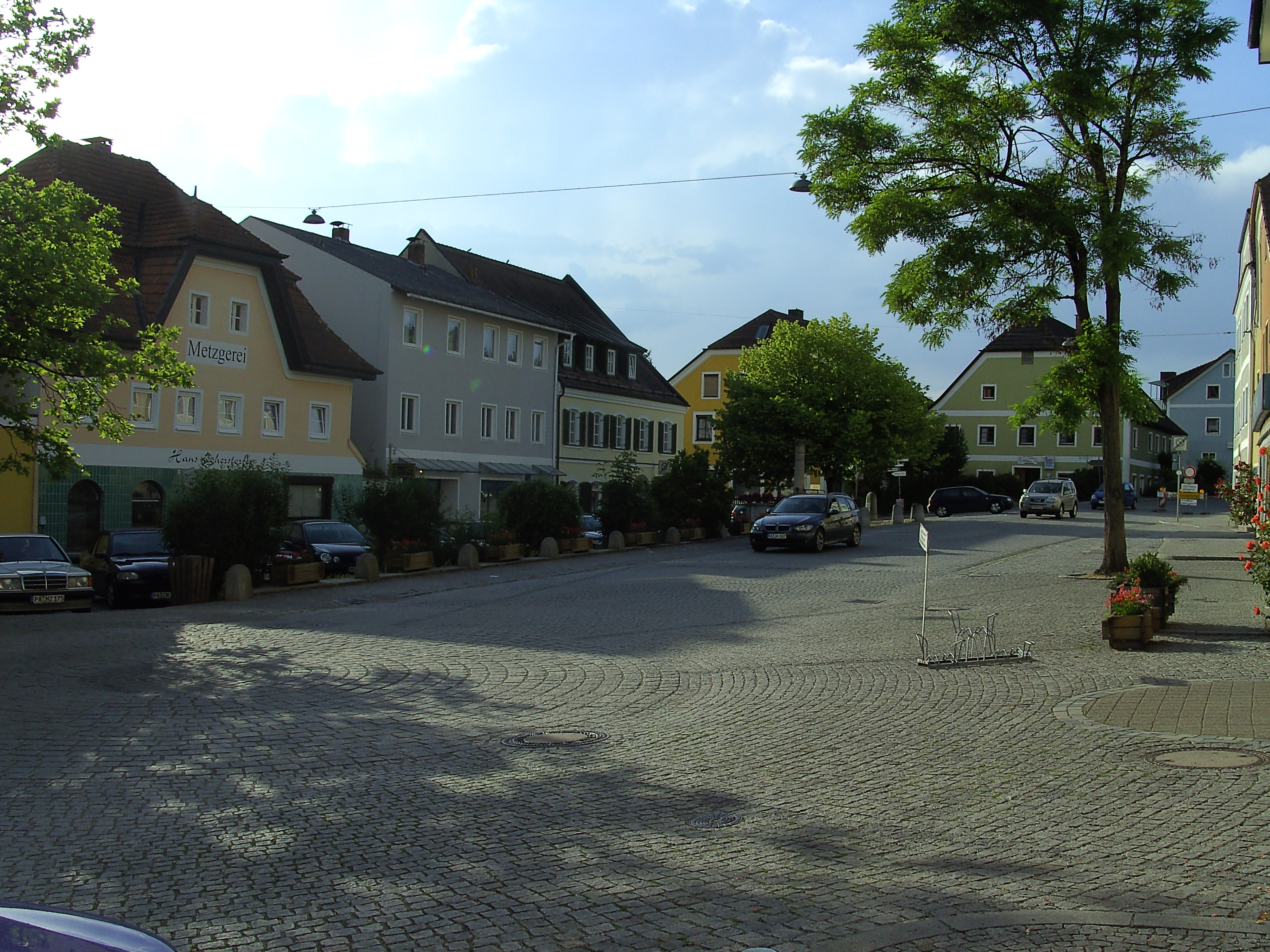
Casas del centro de la población de Ortenburg

Ortenburg es una localidad en la región administrativa de la Baja Baviera (Niederbayern), en el distrito de Passau, dentro del estado libre y federado de Baviera, República Federal de Alemania. Se encuentra aproximadamente a 100 km al este de Múnich, la capital de la Baviera, cerca de la frontera con Austria.